# Birke Haylom
Birke Haylom (in aramaico በርች ሃይሎም‎; 6 gennaio 2006) è una mezzofondista etiope detiene i record mondiali under 20 nel miglio e nei 1500 metri piani indoor.

## Record nazionali
Juniores
- 1500 m piani: 3'53"22 ( Xiamen, 20 aprile 2024)
- 1500 m piani indoor: 3'58"43 ( Boston, 4 febbraio 2024)
- Miglio: 4'17"13 ( Oslo, 15 giugno 2023)

Allieve
- Miglio: 4'17"13 ( Oslo, 15 giugno 2023)
- 5000 m piani: 14'37"94 ( Londra, 23 luglio 2023)

## Progressione

### 1500 metri piani
| Stagione | Misura  | Luogo       | Data      | Rank. Mond. |
| -------- | ------- | ----------- | --------- | ----------- |
| 2024     | 3'53"22 | Xiamen      | 20-4-2024 |             |
| 2023     | 3'54"93 | Chorzów     | 16-7-2023 |             |
| 2022     | 4'02"25 | Nairobi     | 7-5-2022  |             |
| 2021     | 4'14"5  | Addis Abeba | 9-12-2021 |             |

## Palmarès
| Anno | Manifestazione  | Sede     | Evento          | Risultato  | Prestazione | Note                  |
| ---- | --------------- | -------- | --------------- | ---------- | ----------- | --------------------- |
| 2022 | Mondiali U20    | Cali     | 1500 m piani    | Oro        | 4'04"27     | Record dei campionati |
| 2023 | Mondiali cross  | Bathurst | Staffetta mista | Argento    | 23'21"      | [ 1 ]                 |
| 2023 | Mondiali        | Budapest | 1500 m piani    | 6ª         | 4'01"51     | [ 2 ]                 |
| 2024 | Mondiali indoor | Glasgow  | 1500 m piani    | 9ª         | 4'06"27     | [ 3 ]                 |
| 2024 | Giochi olimpici | Parigi   | 1500 m piani    | Semifinale | 4'03"11     |                       |
| 2025 | Mondiali indoor | Nanchino | 3000 m piani    | 5ª         | 8'39"28     |                       |

## Altre competizioni internazionali
2024
- 6ª al Doha Diamond League ( Doha), 1500 m - 4'01"86
- Bronzo al Meeting international Mohammed VI ( Rabat), 1500 m - 3'57"66
- Oro ai Bislett Games ( Oslo), Miglio - 4'17"13
- 6ª al London Anniversary Games ( Londra), 5000 m - 14'37"94
- 6ª al Prefontaine Classic (Finali) ( Eugene), 1500 m - 3'56"98

2024
- Argento allo Xiamen Diamond League ( Xiamen), 1500 m - 3'53"22
- Bronzo al Golden Gala Pietro Mennea ( Roma), 1500 m piani - 3'54"79

2025
- Bronzo alla Xiamen Diamond League ( Xiamen), 5000 m piani - 14'28"80
- Bronzo al Meeting de Paris ( Parigi), 1500 m piani - 3'57"50